# Левитанский, Юрий Давидович
Ю́рий Дави́дович Левита́нский (22 января 1922, Козелец, Украинская ССР — 25 января 1996, Москва) — русский поэт и переводчик, мастер лирического и пародийного жанров. Лауреат Государственной премии Российской Федерации в области литературы и искусства 1994 года. Участник Великой Отечественной войны.

## Биография
Родился 22 января 1922 года в уездном городе Козелец (Черниговская губерния, Украинская ССР), где его дед Исай (Шая) Евсеевич Левитанский (1864—1922), также уроженец Козельца, купец второй гильдии, до революции работал управляющим на одном из заводов крупного сахарозаводчика Дзюбенко. Когда сыну было три года семья переехала в Киев, а когда ему исполнилось семь — на Донбасс (сначала в шахтёрский посёлок, позже в Сталино), где его отец Давид Исаевич Левитанский работал на шахте. Мать — Раиса Евдокимовна Левитанская (в девичестве Хацкелевич). Родители заключили брак в 1920 году. У Юрия Левитанского был младший брат Анатолий, рано погибший. В 1938 году окончил школу в Сталино, где учился вместе с писателем Леонидом Лидесом (впоследствии Лиходеевым) и актёром Соломоном Соколовским, с которыми был дружен и в Москве. В 1939 году поступил в Институт философии, литературы и истории (ИФЛИ) в Москве.
С началом Великой Отечественной войны поэт со второго курса института добровольцем ушёл на фронт в звании рядового, служил в ОМСБОН пулеметчиком вместе с Семёном Гудзенко, получил звание лейтенанта, затем был военным корреспондентом, начав печататься в 1943 году во фронтовых газетах. После капитуляции Германии Левитанский участвовал в боевых действиях в Маньчжурии. За время воинской службы был награждён орденами Красной Звезды и Отечественной войны, медалями «За боевые заслуги», «За оборону Москвы», «За взятие Будапешта», «За победу над Германией», «За победу над Японией», двумя медалями Монголии. Демобилизовался из армии в 1947 году.
Первый сборник стихов «Солдатская дорога» вышел в 1948 году в Иркутске. Затем появились сборники «Встреча с Москвой» (1949), «Самое дорогое» (1951), «Секретная фамилия» (1954) и другие.
В 1955—1957 годах Левитанский учился на Высших литературных курсах при Литературном институте им. М. Горького. С 1957 года член Союза писателей. В 1963 году он опубликовал сборник стихов «Земное небо», сделавший автора известным. Левитанский переехал в Москву. В 1961 г. жил по адресу Лаврушинский пер., д.17, кв. 6. Затем, в 1960-х — начале 1970-х, проживал в ЖСК «Советский писатель» (д. № 25 по Красноармейской улице).
Одно из первых публичных выступлений Юрия Левитанского перед большой аудиторией состоялось в Центральном лектории Харькова в 1961 году. Организатором этого выступления был друг поэта, харьковский литературовед Л. Я. Лившиц.
Кроме стихов поэт занимался переводами, пародиями — в ежегоднике «День поэзии» за 1963 год опубликована подборка его пародий на известных советских поэтов Леонида Мартынова, Андрея Вознесенского, Беллу Ахмадулину, Михаила Светлова и других. В подборке все пародии написаны на сюжет известной детской считалочки «Раз, два, три, четыре, пять, вышел зайчик погулять» (автор Ф. Миллер, 1851).
В предисловии к этим пародиям Левитанский писал:
В меру своих сил стараясь переделать важные сочиненья своих товарищей забавно, я стремился схватить особенности их интонации, лексики, творческой манеры, стиля. Все пародии написаны на тему широко известной печальной истории о зайчике, который вышел погулять.
Левитанский подписывал письма в защиту диссидентов, начиная с процесса Синявского и Даниэля, в связи с чем некоторое время его стихи не издавали, он был вынужден зарабатывать переводами иностранных поэтов.
В 1970 году у Левитанского вышел сборник стихотворений «Кинематограф»; в 1975 — «Воспоминания о Красном снеге»; в 1980 — «Два времени» и «Сон о дороге»; в 1991 — «Белые стихи».

Левитанский — поэт интеллектуального склада, свои мысли и наблюдения он передаёт в стихах, как бы сохраняя определённую дистанцию. Стихи сравнительно пространны, он любит повторять и варьировать формулировки, обнаруживает владение техникой стиха, не впадая в экстравагантность.— Казак В.: Лексикон русской литературы XX века

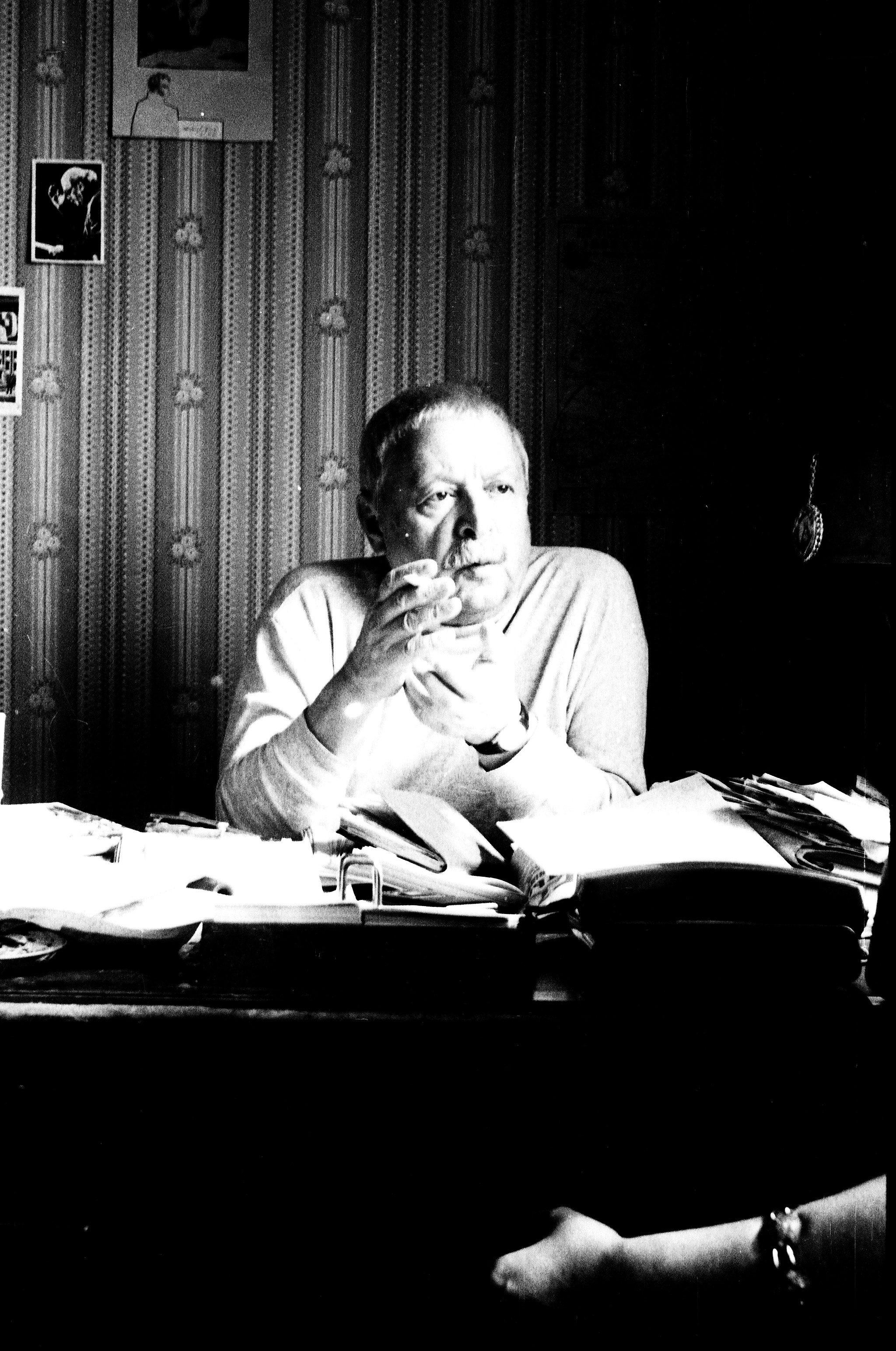
Юрий Левитанский у себя дома. Апрель 1995 года.

В 1978 году вышла книга пародий «Сюжет с вариантами», в которой была повторена публикация 1963 года.
В 1978 году был удостоен премии «Золотой телёнок» «Литературной Газеты» («Клуба 12 стульев»).
Многие стихи Левитанского были положены на музыку, исполнялись и исполняются популярными бардами (Берковским, Никитиным, братьями Мищуками). Группа СВ в 1984 году выпустила альбом «Московское время», в котором звучат несколько песен на стихи Левитанского.
Песни на стихи Юрия Левитанского звучат в кинофильмах «Москва слезам не верит» («Диалог у новогодней ёлки»), «Рыцарский роман» («Каждый выбирает по себе», муз. В. С. Берковского), «Солнечный удар» («Каждый выбирает для себя», муз. С. В. Березина).
В 1993 году подписал «Письмо 42-х».
В 1995 году на церемонии вручения Государственной премии Левитанский обратился к президенту России Ельцину с призывом прекратить войну в Чечне.

### Смерть и память

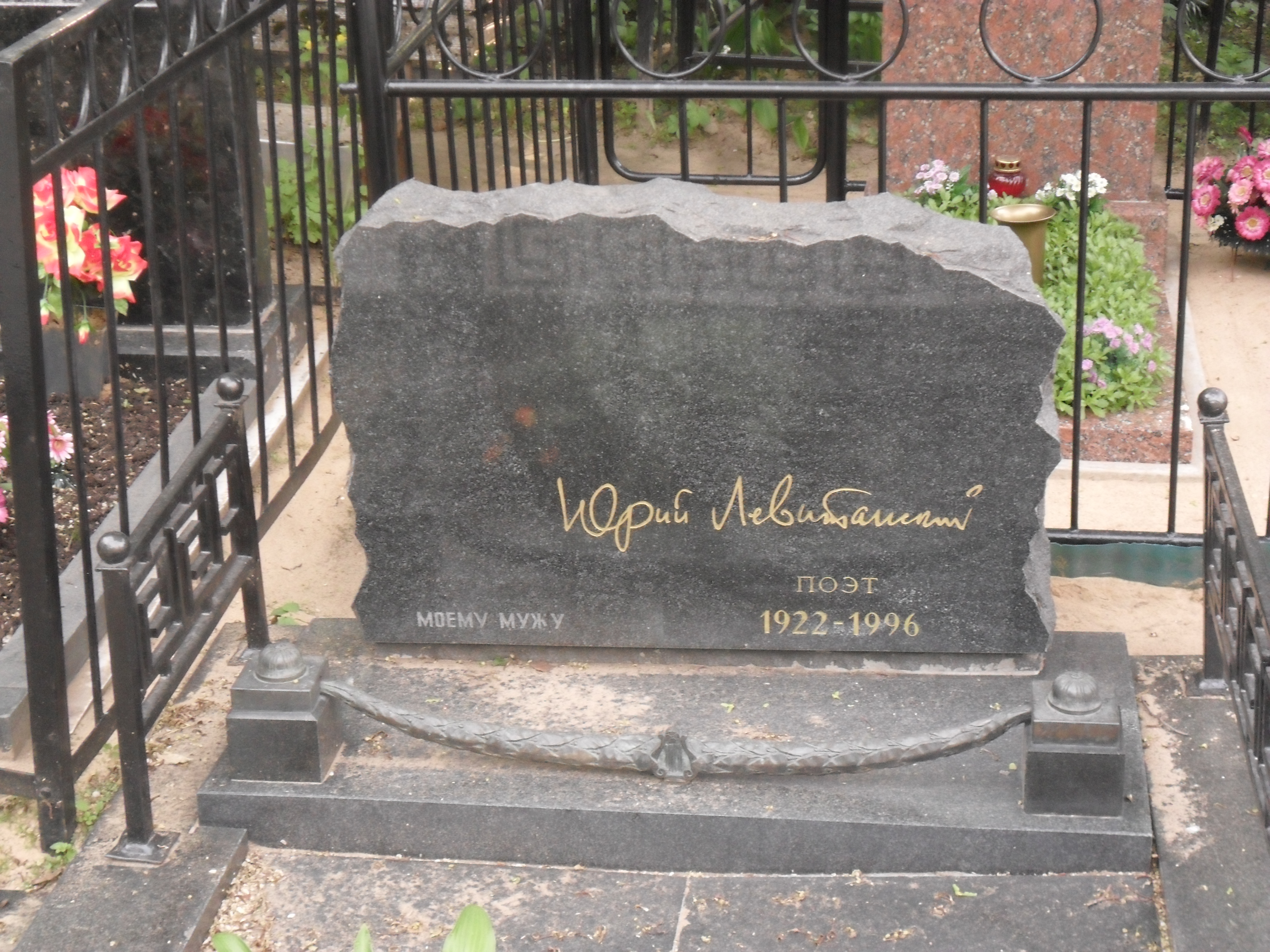
Могила Юрия Давидовича Левитанского на Ваганьковском кладбище.

Юрий Левитанский скончался 25 января 1996 года от сердечного приступа на «круглом столе» творческой интеллигенции, проходившем в московской мэрии, где он говорил о чеченской войне. Похоронен на Ваганьковском кладбище (участок 12) в Москве.
25 сентября 2013 года установлена мемориальная доска в Донецке.
В 2021 году в Музее архитектуры им. Щусева прошла мультимедийная выставка «Человек иронический. К 100-летию Юрия Левитанского» (куратор Анна Наринская). Центральным экспонатом выставки стала антивоенная инсталляция, посвященная стихотворению Левитанского «Я не участвую в войне».

## Личная жизнь
Был трижды женат — на Марине Павловне Левитанской (урождённой Гольдштейн, 1927—2020), Валентине Георгиевне Скориной и с 1989 года на Ирине Владимировне Машковской. Три дочери — Екатерина, Ольга и Анна, которые родились во втором браке поэта.
Состоял в дальнем родстве с поэтом Александром Межировым.

### Сборники стихов
Прижизненные издания
- 1948 — «Солдатская дорога»[24]: Стихи. — Иркутск.
- 1949 — «Встреча с Москвой»[25]: Стихи. — Иркутск.
- 1951 — «Самое дорогое»[26]: Стихи в защиту детей. — Иркутск : Обл. изд. — 116 с.
- 1952 — «Наши дни»[27]: Книга стихов. — М.: Молодая гвардия. — 104 с.
- 1952 — «Утро нового года»:[28] Стихи. — Новосибирск: Обл изд. — 112 с.
- 1956 — «Листья летят»:[29] Стихи. — Иркутск: Кн. изд. — 94 с.
- 1957 — «Секретная фамилия». — Иркутск.
- 1959 — «Стороны света»: Стихи. — Москва.
- 1963 — «Земное небо». — Москва.
- 1969 — «Теченье лет»: Стихи. — Иркутск: Восточно-Сибирское книжное издательство. — 144 с.: портр.
- 1970 — «Кинематограф»: Книга стихов. — М.: Советский писатель. — 128 с.
- 1975 — «Воспоминанье о красном снеге»: Стихи. — М.: Художественная литература. — 208 с.
- 1976 — «День такой-то»: Книга стихов. — М.:: Советский писатель, 1976. — 112 с.; портр. — 20 000 экз. [На обложке использован фрагмент гравюры В. А. Фаворского]
- 1978 — Сюжет с вариантами: Книга пародий. — Москва, 1978. Дата обращения: 15 февраля 2010. Архивировано 29 ноября 2012 года..
- 1980 — «Два времени»: Стихи. — М.: Современник. — 190 с.
- 1981 — «Письма Катерине, или Прогулка с Фаустом». — М.: Советский писатель. — 128 с. Тираж 25 000 экз.
- 1982 — «Избранное». — Москва.
- 1987 — «Годы»: Стихи. — М.: Советский писатель. — 352 с.; портр. — Тираж 50 000 экз.
- 1989 — «Сон о дороге». — М.: Издательство «Правда», 1989. — 150 000 экз. (Серия: Библиотека «Огонёк») [Редактор О. Н. Хлебников]
- 1991 — «Белые стихи». — Худож. Александр Лаврентьев. — М.: Советский писатель, 1991. — 112 с.; портр. — 25 000 экз.
- 1996 — «Меж двух небес»: Стихи. — М.: ИНФРА-М. — 366 с.

Издания
- 1998 — «Когда-нибудь после меня». — М.: Полиграфресурсы. — 608 с.
- 2000 — «Зелёные звуки дождя». — М.: Эксмо-Пресс. — ISBN 5-04-004732-0.
- 2000 — «Сон об уходящем поезде». — М.: Русская книга. — 384 с. — ISBN 5-268-00436-0.
- 2005 — «Чёрно-белое кино». — М.: Время. — 496 с. — ISBN 978-5-9691-0085-5.
- 2005 — «Каждый выбирает для себя». — М.: Время. — 640 с. — ISBN 5-9691-0079-X.
- 2012 — «Окно, горящее в ночи». — М.: «Эксмо». 320 с. — ISBN 978-5-699-48552-9
- 2020 — «Всего и надо, что вглядеться». — М.: «АСТ». — 256 с. — ISBN 978-5-17-122535-3
- 2021 — Стихотворения. — Вступит. статья, состав., погтов. текста и прим. Н. Л. Елисеева. — СПб.: Изд. Пушкинского дома; Изд. «Вита Нова». — 640 с. — портр. — 1000 экз. — ISBN 978-5-87781-083-9 (Новая Библиотека поэта)

### Собрание сочинений
- Левитанский Ю. Д. Каждый выбирает для себя. — М.: Время, 2005. — 640 с. — ISBN 5-9691-0079-X.